# Scotinella deleta
Espèce
Synonymes
- Phrurolithus deletus Gertsch, 1941

Scotinella deleta est une espèce d'araignées aranéomorphes de la famille des Phrurolithidae.

## Distribution
Cette espèce est endémique de l'État de New York aux États-Unis,.

## Description
Le mâle holotype mesure 1,90 mm.

## Publication originale
- Gertsch, 1941 : New American spiders of the family Clubionidae. I. American Museum novitates, no 1147, p. 1-20 (texte intégral).